# Kovač (district de Jičín)
Pour les articles homonymes, voir Kovač.
Kovač (en allemand : Kowatsch) est une commune du district de Jičín, dans la région de Hradec Králové, en République tchèque. Sa population s'élevait à 143 habitants en 2022.

## Géographie
Kovač se trouve à 9 km à l'est-sud-est du centre de Jičín, à 33 km au nord-ouest de Hradec Králové et à 82 km au nord-est de Prague.
La commune est limitée par Lužany au nord, par Konecchlumí et Podhorní Újezd a Vojice à l'est, par Třtěnice au sud, et par Butoves, Tuř et Kacákova Lhota à l'ouest.

## Histoire
La première mention écrite de la localité date de 1318.

## Transports
Par la route, Kovač se trouve à 13 km de Jičín, à 38 km de Hradec Králové et à 108 km de Prague. 